# Zdobycie Fokai
Zdobycie Fokai – zajęcie przez Rzymian małoazjatyckiej Fokai w roku 190 p.n.e.
Po bitwie pod Myonnesos pretor Regillus naprawił uszkodzone okręty, zwolnił do domów sojuszników rodyjskich, po czym z resztą floty pożeglował w kierunku Fokai. Rzymianie przypuścili ataki na miasto od lądu i morza, jednak obrońcy bronili się zaciekle. Po zburzeniu części murów taranami atakujący Rzymianie zostali wyparci z miasta. Regillus obiecał wówczas obrońcom wolność i oszczędzenie miasta w zamian za poddanie się. Tracąc nadzieję na pomoc ze strony Antiocha III Fokajczycy złożyli w końcu broń. Rzymianie po wejściu do Fokai złamali dane obrońcom przyrzeczenie, plądrując miasto. Tam również wojska rzymskie spędziły nadchodzącą zimę.